# Avenida Pedro Luro
La avenida Pedro Luro es un importante eje vial de Mar del Plata, una de las ciudades turísticas más importantes de la provincia de Buenos Aires y de Argentina, ubicada a 404 kilómetros al sureste de la Ciudad Autónoma de Buenos Aires. La avenida recorre gran parte de la ciudad, partiendo desde la Avenida Patricio Peralta Ramos en la costa, atravesando el microcentro y desembocando en la Ruta Nacional 226 a las afueras.

## Nombre
La avenida lleva su nombre en homenaje a Pedro Luro, quién fue uno de los propulsores del desarrollo de Mar del Plata desde su llegada en 1877. Este inmigrante, proveniente de los Pirineos, se encargó del  saladero, la instalación de molinos y la construcción de muelles y la grasería. Tras su muerte, sus hijos continuaron con el desarrollo de la ciudad. 
- Datos: Q5713974